# Inge den yngre
Inge den yngre (Inge Halstensson), var kung av Sverige från 1118 till början av 1120-talet, son till Halsten, bror till Filip, brorson till Inge den äldre. Han tillhörde Stenkilsätten. Enligt Hervarsagans kungalängd och Lanfedgatal skall han ha samregerat med sin bror Filip, en uppgift som inte bekräftas av svenska källor.
Enligt Västgötalagens kungalängd tog han över tronen när Filip dog, vilket skedde 1118 enligt en uppgift i Islendingabok. Kungalängden meddelar att Sverige skall ha farit väl under hans regering, men att han dog av "ond dryck" i Östergötland. När han dog finns inga uppgifter om, och den enda fasta punkten är Saxo Grammaticus uppgift att götarna efter en svensk konungs död tog den danske prinsen Magnus till kung, och att denne stöp 1134.
Inge den yngre var enligt Lilla rimkrönikan och en avskrift av Prosakrönikan gift med Ragnhild, en kvinna känd i Södertäljes historia. Enligt Fagrskinna var han gift med Ulvhild, dotter till den norske stormannen Håkon Finnsson (Thjottaätten). Hon skall även ha varit gift med den danske kungen Nils och sedan med den svenske kungen Sverker. 
Föga är känt om Inge den yngres regeringstid. Under 1120-talet skall den norske kungen Sigurd Jorsalafarare enligt Snorre Sturlasson (som tycks ha baserat sin berättelse på ett numera endast fragmentariskt bevarat stycke i Ágrip), efter ett initiativ av den danske kungen Nils (som skulle ha dragit med men fick någon form av förhinder) ha dragit på korståg till Kalmartrakten, den så kallade Kalmare ledung. 1 500 kreatur och andra dyrbarheter lär norrmännen ha fått med sig. Dessutom skall en del hedniska smålänningar omvänts. Exakt hur ledungen skall tolkas är dock oklart.
Inge den yngre har inte haft några kända barn, och med honom dog troligen den Stenkilska ätten ut.